# Marš letalcev
Marš letalcev (rusko Авиамарш), znan tudi kot »Marš pilotov«, (rusko Марш авиаторов) je sovjetska vojaška koračnica, objavljena spomladi leta 1923 in trenutno služi kot himna Zračno-vesoljskih sil Ruske federacije. Prej je služila kot himna sovjetskih letalskih sil. Glasbo za koračnico je napisal Julij Hajt, besedilo pa Pavel Herman. Nemško različico z enako melodijo, imenovano »Das Berliner Jungarbeierlied«, so uporabljali do konca druge svetovne vojne. Je del repertoarja ruskih vojaških godb in jo danes pogosto izvajajo na paradah ob dnevu zmage v Moskvi in po vsej nekdanji Sovjetski zvezi. Melodija koračnice je bila uporabljena med drugo svetovno vojno v jugoslovanski Makedoniji v pesmi z naslovom »V boju, makedonski narod!« (makedonsko Во борба, македонски народе!).
Melodijo so si izposodili nemški komunisti v začetku dvajsetih let dvajsetega stoletja in jo uporabljali z nemškimi besedili. Kasneje so jo uporabljali tudi nemški nacisti, spremenili le nekaj akordov in za pesem napisali svoje besedilo. Novo koračnico pod naslovom »Herbei zum Kampf«, znano tudi pod naslovom »Das Berliner Jungarbeiterlied«, je Sturmabteilung uporabljal od leta 1929.
V prosovjetski Vzhodni Nemčiji so koračnico uporabljali od poznih petdesetih let dvajsetega stoletja z izvirno sovjetsko glasbo (ne nacistične različice) in novimi nemškimi besedili, posvečenimi sovjetskim (ne vzhodnonemškim) letalskim silam.

## Besedilo
| Rusko | Transkripcija | Angleški prevod |
| Мы рождены, чтоб сказку сделать былью, Преодолеть пространство и простор, Нам разум дал стальные руки-крылья, А вместо сердца – пламенный мотор. Припев: Все выше, и выше, и выше Стремим мы полет наших птиц, И в каждом пропеллере дышит Спокойствие наших границ. Бросая ввысь свой аппарат послушный Или творя невиданный полет, Мы сознаем, как крепнет флот воздушный, Наш первый в мире пролетарский флот! Припев Наш острый взгляд пронзает каждый атом, Наш каждый нерв решимостью одет; И, верьте нам, на каждый ультиматум Воздушный флот сумеет дать ответ. Припев | My roždeny, čtob skazku sdelatj byljü, Preodoletj prostranstvo i prostor, Nam razum dal staljnyje ruki-kryljä, A vmesto serdca – plamennyj motor. Припев: Vse vyše, i vyše, i vyše Stremim my polet naših ptic, I v každom propellere dyšit Spokojstvije naših granic. Brosaja vvysj svoj apparat poslušnyj Ili tvorä nevidannyj polet, My soznajem, kak krepnet flot vozdušnyj, Naš pervyj v mire proletarskij flot! Pripev Naš ostryj vzgläd pronzajet každyj atom, Naš každyj nerv rešimostjü odet; I, verjte nam, na každyj uljtimatum Vozdušnyj flot sumejet datj otvet. Pripev | We were born to make a fairy tale come true To overcome space and vastness. The mind gave us steel wings And instead of the heart - a fiery motor. Chorus: Higher, higher and higher We strive for the flight of our birds And in every propeller breathes The calm of our borders. Throwing up his obedient apparatus Or creating an unprecedented flight We recognize how the air fleet is getting stronger, Our first in the world proletarian fleet! Chorus Our sharp gaze pierces every atom Our every nerve is dressed with determination; And, believe us, on every ultimatum The air fleet will be able to give an answer! Chorus |